# No. 401 Squadron
No. 401 Squadron war eine Einheit der Royal Air Force im Zweiten Weltkrieg mit vorwiegend kanadischem Personal.

## Geschichte
Die Einheit wurde ursprünglich 1931 als No. 1 Fighter Squadron der  Royal Canadian Air Force gegründet. Sie war zunächst mit Armstrong Whitworth Siskin ausgerüstet. Am 21. Juni 1940 traf die Einheit in Middle Wallop ein. Ihre Ausrüstung bestand nun aus Hawker Hurricanes. Es folgten Verlegungen nach Northolt und Prestwick. Am 1. März 1941 wurde die Einheit in Digby als No. 401 Squadron von der Royal Air Force übernommen. Im September 1941 erhielt das Squadron Spitfires. Im Oktober 1941 erfolgte die Verlegung nach Biggin Hill. Dort blieb die Einheit bis Januar 1943. Danach zog sie nach Catterick um. Ab dem 18. Juni 1944 befand sich die Einheit in Frankreich. Am 5. Oktober 1944 gelang ihr als erste Einheit der Royal Air Force der Abschuss einer Messerschmitt Me 262. No. 401 Squadron wurde am 3. Juli 1945 in Faßberg aufgelöst.